# Scholar

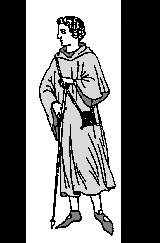
Scholar mit Stab und Ordenskleid

Scholar (von lateinisch scholāris (scolāris), Adjektiv zu schola (scola): Schule) nannte man einen fahrenden Schüler oder Studenten oder einen akademisch gebildeten Kleriker ohne Amt und feste Stellung (siehe auch Vaganten, Goliarden). In der hoch- und spätmittelalterlichen Erzählliteratur werden Scholaren gern als Inbegriff des leichtlebigen Verführers dargestellt.

## Zum akademischen Leben der Scholaren
Die Universitäten der mittelalterlichen Städte mieteten sogenannte hospicia (lat. für Herbergen), Wohnungen für Magister und Scholaren, an, in denen auch die Vorlesungen gehalten wurden. Ferner vermittelten sie Darlehen an minderbemittelte Scholaren, um zum einen die weite Anreise zu begünstigen, zum anderen den Schuldner an die Universität zu binden und somit die Freizügigkeit des Studenten einzuschränken.
Aus den hospicia entwickelten sich im Laufe der Zeit von Paris ausgehend die Bursen. Dabei handelte es sich meist um Wohn-, Ess- und Lerngemeinschaften, bei denen etwa 10–15 Scholaren unter der Leitung eines Magisters in klosterähnlicher Abgeschiedenheit lebten. Die Bewohner der Bursen wurden bursarii genannt. (Seit dem 17. Jahrhundert entwickelte sich aus dem Wort bursarius der Begriff Bursche als allgemeine Bezeichnung für den Studenten. Seit dem 18. Jahrhundert wurde ein Vollmitglied einer studentischen Verbindung als Bursche bezeichnet.)
In den Bursen wurde auch die Deposition eingeführt. Dabei handelte es sich um eine Einführungszeremonie in die Burse, bei der der neue Scholar verkleidet, bedroht, beschimpft, zum Teil misshandelt und schließlich zu einer Beichte gezwungen wurde, woraufhin ihm schließlich die Absolution erteilt wurde, die ihm die Zahlung des Eintrittsgeldes für die Burse sowie die Kosten für ein Essen aller Bursenmitglieder auferlegte. Zeremonien dieser Art sind heute noch an französischen Hochschulen üblich und werden zunehmend geächtet und angeprangert.
Während der Wanderschaft verdingten sich die Scholaren, da sie des Lesens und Schreibens kundig waren, oft als Schreiber auf Märkten oder Jahrmärkten. Sie erlangten damit auch vielerlei Kenntnis von Privatangelegenheiten, deren kriminelle Ausnutzung wohl auch zu dem schlechten Ruf ihres Standes beitrug.

## Rechtsschutz für Scholaren
1155 erließ Kaiser Friedrich I. (Barbarossa) ein Gesetz zum Schutz der Bologneser Scholaren, das er 1158 in Roncaglia auf alle Studenten und Professoren erweiterte (Habita): Sie durften nicht mehr für die Schulden ihrer Landsleute festgehalten werden.

## Der Scholar als literarischer Topos
Im Lied der Franken von Joseph Victor von Scheffel (1826–1886) aus dem Jahre 1859 heißt es in der ersten Strophe:
Jetzt reicht mir Stab und Ordenskleid
Der fahrenden Scholaren,
Ich will zu guter Sommerszeit
Ins Land der Franken fahren!
was darauf schließen lässt, dass Scholaren auch durch die Art der Kleidung kenntlich waren und ihr freies Leben im Nachhinein eine verklärende, verherrlichende Umdeutung erfuhr.